# Święchowo
Święchowo (deutsch Friedrichsfelde, kaschubisch Swiãchówó) ist eine kleine kaschubische Siedlung in der polnischen Woiwodschaft Pommern und gehört zur Gemeinde Czarna Dąbrówka (Schwarz Damwerkow) im Powiat Bytowski (Kreis Bütow).

## Geographische Lage
Święchowo liegt im südlichen Uferbereich der Lupow (Łupawa) an einer Nebenstraße, die Głobino (Gumbin) an der Woiwodschaftsstraße 210 und Dobieszewo (Groß Dübsow) mit Podkomorzyce (Niemietzke, 1938–1945 Puttkamerhof) an der Woiwodschaftsstraße 211 verbindet. Eine Bahnanbindung besteht nicht.

## Geschichte
Das frühere Friedrichsfelde wurde im 17. Jahrhundert als Schäferei angelegt und bestand um 1784 aus einem Vorwerk, vier Kossäten und vier Büdnern. Bis 1945 war es ein Ortsteil der Gemeinde Neu Jugelow (heute polnisch: Gogolewko) und in seiner Geschichte mit der von Neu Jugelow eng verbunden. Es gehörte zum Amts- und Standesamtsbezirk Lupow (Łupawa) im Landkreis Stolp im Regierungsbezirk Köslin der preußischen Provinz Pommern.
Seit 1945 ist der nun Święchowo genannte Ort polnisch und gehört zur Gmina Czarna Dąbrówka im Powiat Bytowski in der Woiwodschaft Pommern (1975–1998 Woiwodschaft Stolp). Hier leben jetzt 19 Einwohner.

## Kirche
Kirchlich gehörte Friedrichsfelde bis 1945 zum evangelischen Kirchspiel Lupow (Łupawa) im Kirchenkreis Stolp-Altstadt in der Kirchenprovinz Pommern der Kirche der Altpreußischen Union. Letzter deutscher Geistlicher war Pfarrer Gerhard Gehlhoff.
Der Bezug zum Pfarrsitz in Łupawa ist nach 1945 geblieben. Święchowo ist jetzt Teil der dortigen katholischen Pfarrei im gleichnamigen Dekanat im Bistum Pelplin der katholischen Kirche in Polen. Evangelische Kirchenglieder gehören heute zur Kreuzkirchengemeinde in Słupsk (Stolp) in der Diözese Pommern-Großpolen der Evangelisch-Augsburgischen Kirche in Polen.

## Schule
In Friedrichsfelde gab es bis 1945 eine Volksschule, in der 1932 ein Lehrer 26 Schulkinder unterrichtete. Letzter deutscher Schulhalter war Lehrer Garmatz.